# برنابی
برنابی (به انگلیسی: Burnaby) یک شهر در بریتیش کلمبیای کانادا است که در ونکوور بزرگ واقع شده‌است و بلافاصله به شرق شهر ونکوور متصل است.
برنابی سومین شهر بزرگ بریتیش کلمبیا از نظر جمعیت است که با اختلاف کمی شهرهای سوری و ونکوور از آن پیشی گرفته‌اند. برنابی در سال ۱۸۹۲ به ثبت رسید و صد سال بعد در سال ۱۹۹۲ موقعیت شهر را به دست آورد.
برنابی مقر دولت ونکوور بزرگ و هیئت مدیره منطقه ونکوور بزرگ است.
پارک مرکزی (سنترال پارک) برنابی، پارک رابرت برنابی، پارک کنزینگتون، کوه برنابی، استیل کریک، رودخانه برونت، دریاچه برنابی، دریاچه دیر (گوزن‌ها)، و دریاچه لوچ برخی از پارک‌ها، رودخانه‌ها، دریاچه‌های برنابی هستند.

## خصوصیات
برنابی ۹۰٫۶۱ کیلومترمربع مساحت دارد و ۳۷۰ متر بالاتر از سطح دریا واقع شده‌است.

### جمعیت
طبق سرشماری سال ۲۰۱۱ کانادا، جمعیت برنابی ۲۲۳٬۲۱۸ نفر بوده است که ۱۰٫۱٪ افزایش را نسبت به سال ۲۰۰۶ نشان می‌دهد. تراکم جمعیت ۲٬۴۶۳٫۵ نفر در هر کیلومتر مربع است.
| سرشماری سال ۲۰۱۱ کانادا            | سرشماری سال ۲۰۱۱ کانادا       | جمعیت   | ٪ از کل جمعیت |
| ---------------------------------- | ----------------------------- | ------- | ------------- |
| گروه‌های اقلیت‌های قابل مشاهده منبع: |                               |         |               |
| جنوب آسیا                          | ۱۷٬۴۸۰                        | ۷٫۹٪    |               |
| چینی                               | ۶۷٬۷۸۰                        | ۳۰٫۸٪   |               |
| سیاه‌پوست                           | ۳٬۴۴۵                         | ۱٫۶٪    |               |
| فیلیپینی                           | ۱۲٬۹۰۵                        | ۵٫۹٪    |               |
| آمریکای لاتین                      | ۳٬۷۶۵                         | ۱٫۷٪    |               |
| عرب                                | ۱٬۵۳۵                         | ۰٫۷٪    |               |
| آسیای جنوب‌شرقی                     | ۳٬۹۴۵                         | ۱٫۸٪    |               |
| غرب آسیا                           | ۴٬۴۴۰                         | ۲٪      |               |
| کره‌ای                              | ۷٬۶۴۵                         | ۳٫۵٪    |               |
| ژاپنی                              | ۳٬۷۸۰                         | ۱٫۷٪    |               |
| دیگر اقلیت‌های قابل مشاهده          | ۳۶۵                           | ۰٫۲٪    |               |
| اقلیت‌های قابل مشاهده مخلوط         | ۳٬۸۵۵                         | ۱٫۸٪    |               |
| کل جمعیت اقلیت‌های قابل مشاهده      | کل جمعیت اقلیت‌های قابل مشاهده | ۱۳۰٬۹۴۰ | ۵۹٫۴٪         |
| گروه‌های بومی منبع:                 |                               |         |               |
| اقوام اولیه                        | ۲٬۰۰۰                         | ۰٫۹٪    |               |
| متی‌ها                              | ۱٬۱۳۰                         | ۰٫۵٪    |               |
| دیگر گروه‌های بومی                  | ۱۶۵                           | ۰٫۱٪    |               |
| کل جمعیت بومیان                    | کل جمعیت بومیان               | ۳٬۲۹۵   | ۱٫۵٪          |
| اروپایی                            | اروپایی                       | ۸۶٬۰۲۰  | ۳۹٫۱٪         |
| کل جمعیت                           | کل جمعیت                      | ۲۲۰٬۲۵۵ | ۱۰۰٪          |

### دین
مشخصات مذهبی اهالی برنابی عبارت است از:
- ۴۱٫۶٪ بدون وابستگی مذهبی
- ۴۲٫۹٪ مسیحی
- ۴٫۸٪ بودایی
- ۴٫۵٪ اسلام
- ۲٫۹٪ سیک
- ۲٫۲٪ هندو
- ۰٫۳٪ یهودی
- ۰٫۸٪ دیگر ادیان

### آب و هوا
اطلاعات آب و هوای برنابی بدست آمده در منطقه دانشگاه سیمون فریزر از ۱۹۸۱ تا ۲۰۱۰ به این شرح است:
| داده‌های اقلیم برنابی (دانشگاه سیمون فریزر) ۱۹۸۱–۲۰۱۰ | داده‌های اقلیم برنابی (دانشگاه سیمون فریزر) ۱۹۸۱–۲۰۱۰ | داده‌های اقلیم برنابی (دانشگاه سیمون فریزر) ۱۹۸۱–۲۰۱۰ | داده‌های اقلیم برنابی (دانشگاه سیمون فریزر) ۱۹۸۱–۲۰۱۰ | داده‌های اقلیم برنابی (دانشگاه سیمون فریزر) ۱۹۸۱–۲۰۱۰ | داده‌های اقلیم برنابی (دانشگاه سیمون فریزر) ۱۹۸۱–۲۰۱۰ | داده‌های اقلیم برنابی (دانشگاه سیمون فریزر) ۱۹۸۱–۲۰۱۰ | داده‌های اقلیم برنابی (دانشگاه سیمون فریزر) ۱۹۸۱–۲۰۱۰ | داده‌های اقلیم برنابی (دانشگاه سیمون فریزر) ۱۹۸۱–۲۰۱۰ | داده‌های اقلیم برنابی (دانشگاه سیمون فریزر) ۱۹۸۱–۲۰۱۰ | داده‌های اقلیم برنابی (دانشگاه سیمون فریزر) ۱۹۸۱–۲۰۱۰ | داده‌های اقلیم برنابی (دانشگاه سیمون فریزر) ۱۹۸۱–۲۰۱۰ | داده‌های اقلیم برنابی (دانشگاه سیمون فریزر) ۱۹۸۱–۲۰۱۰ | داده‌های اقلیم برنابی (دانشگاه سیمون فریزر) ۱۹۸۱–۲۰۱۰ |
| ماه                                                  | ژانویه                                               | فوریه                                                | مارس                                                 | آوریل                                                | مه                                                   | ژوئن                                                 | ژوئیه                                                | اوت                                                  | سپتامبر                                              | اکتبر                                                | نوامبر                                               | دسامبر                                               | سال                                                  |
| ---------------------------------------------------- | ---------------------------------------------------- | ---------------------------------------------------- | ---------------------------------------------------- | ---------------------------------------------------- | ---------------------------------------------------- | ---------------------------------------------------- | ---------------------------------------------------- | ---------------------------------------------------- | ---------------------------------------------------- | ---------------------------------------------------- | ---------------------------------------------------- | ---------------------------------------------------- | ---------------------------------------------------- |
| سابقهٔ بیش‌ترین °C (°F)                                | ۱۶٫۵ (۶۲)                                            | ۱۸٫۵ (۶۵)                                            | ۲۳٫۰ (۷۳)                                            | ۲۸٫۰ (۸۲)                                            | ۳۳٫۰ (۹۱)                                            | ۳۱٫۱ (۸۸)                                            | ۳۴٫۰ (۹۳)                                            | ۳۳٫۹ (۹۳)                                            | ۳۴٫۵ (۹۴)                                            | ۲۶٫۵ (۸۰)                                            | ۱۹٫۴ (۶۷)                                            | ۱۶٫۱ (۶۱)                                            | ۳۴٫۵ (۹۴)                                            |
| میانگین بیش‌ترین °C (°F)                              | ۵٫۸ (۴۲)                                             | ۶٫۸ (۴۴)                                             | ۹٫۳ (۴۹)                                             | ۱۲٫۴ (۵۴)                                            | ۱۵٫۶ (۶۰)                                            | ۱۸٫۲ (۶۵)                                            | ۲۱٫۲ (۷۰)                                            | ۲۱٫۲ (۷۰)                                            | ۱۸٫۰ (۶۴)                                            | ۱۲٫۰ (۵۴)                                            | ۷٫۵ (۴۶)                                             | ۵٫۱ (۴۱)                                             | ۱۲٫۷ (۵۵)                                            |
| میانگین روزانه °C (°F)                               | ۳٫۶ (۳۸)                                             | ۴٫۳ (۴۰)                                             | ۶٫۲ (۴۳)                                             | ۸٫۷ (۴۸)                                             | ۱۱٫۸ (۵۳)                                            | ۱۴٫۴ (۵۸)                                            | ۱۷٫۰ (۶۳)                                            | ۱۷٫۲ (۶۳)                                            | ۱۴٫۶ (۵۸)                                            | ۹٫۵ (۴۹)                                             | ۵٫۳ (۴۲)                                             | ۲٫۹ (۳۷)                                             | ۹٫۶ (۴۹)                                             |
| میانگین کم‌ترین °C (°F)                               | ۱٫۴ (۳۵)                                             | ۱٫۷ (۳۵)                                             | ۳٫۱ (۳۸)                                             | ۴٫۹ (۴۱)                                             | ۷٫۹ (۴۶)                                             | ۱۰٫۵ (۵۱)                                            | ۱۲٫۷ (۵۵)                                            | ۱۳٫۲ (۵۶)                                            | ۱۱٫۱ (۵۲)                                            | ۷٫۰ (۴۵)                                             | ۳٫۰ (۳۷)                                             | ۰٫۸ (۳۳)                                             | ۶٫۵ (۴۴)                                             |
| سابقهٔ کم‌ترین °C (°F)                                 | −۱۳٫۹ (۷)                                            | −۱۴ (۷)                                              | −۸ (۱۸)                                              | −۳٫۳ (۲۶)                                            | −۰٫۵ (۳۱)                                            | ۳٫۹ (۳۹)                                             | ۵٫۰ (۴۱)                                             | ۳٫۳ (۳۸)                                             | ۲٫۰ (۳۶)                                             | −۷ (۱۹)                                              | −۱۴ (۷)                                              | −۱۹٫۴ (−۳)                                           | −۱۹٫۴ (−۳)                                           |
| بارندگی میلی‌متر (اینچ)                               | ۲۸۰٫۹ (۱۱٫۰۶)                                        | ۱۷۸٫۴ (۷٫۰۲)                                         | ۱۸۲٫۱ (۷٫۱۷)                                         | ۱۵۴٫۴ (۶٫۰۸)                                         | ۱۲۰٫۰ (۴٫۷۲)                                         | ۱۰۱٫۴ (۳٫۹۹)                                         | ۶۴٫۷ (۲٫۵۵)                                          | ۶۴٫۵ (۲٫۵۴)                                          | ۹۲٫۲ (۳٫۶۳)                                          | ۲۱۰٫۱ (۸٫۲۷)                                         | ۳۱۱٫۶ (۱۲٫۲۷)                                        | ۲۴۹٫۸ (۹٫۸۳)                                         | ۲٬۰۰۹٫۹ (۷۹٫۱۳)                                      |
| بارندگی میلی‌متر (اینچ)                               | ۲۵۶٫۵ (۱۰٫۱)                                         | ۱۶۳٫۲ (۶٫۴۳)                                         | ۱۷۱٫۲ (۶٫۷۴)                                         | ۱۵۲٫۷ (۶٫۰۱)                                         | ۱۱۹٫۹ (۴٫۷۲)                                         | ۱۰۱٫۴ (۳٫۹۹)                                         | ۶۴٫۷ (۲٫۵۵)                                          | ۶۴٫۵ (۲٫۵۴)                                          | ۹۲٫۲ (۳٫۶۳)                                          | ۲۰۹٫۸ (۸٫۲۶)                                         | ۳۰۳٫۶ (۱۱٫۹۵)                                        | ۲۲۰٫۸ (۸٫۶۹)                                         | ۱٬۹۲۰٫۷ (۷۵٫۶۲)                                      |
| بارش برف سانتی‌متر (اینچ)                             | ۲۴٫۳ (۹٫۶)                                           | ۱۵٫۱ (۵٫۹)                                           | ۱۰٫۹ (۴٫۳)                                           | ۱٫۷ (۰٫۷)                                            | ۰٫۱ (۰)                                              | ۰٫۰ (۰)                                              | ۰٫۰ (۰)                                              | ۰٫۰ (۰)                                              | ۰٫۰ (۰)                                              | ۰٫۲ (۰٫۱)                                            | ۸٫۰ (۳٫۱)                                            | ۲۹٫۰ (۱۱٫۴)                                          | ۸۹٫۳ (۳۵٫۲)                                          |
| میانگین روزهای بارندگی (≥ ۰.۲ mm)                    | ۲۰٫۵                                                 | ۱۶٫۲                                                 | ۱۸٫۹                                                 | ۱۶٫۱                                                 | ۱۴٫۹                                                 | ۱۳٫۵                                                 | ۷٫۴                                                  | ۶٫۸                                                  | ۱۰٫۳                                                 | ۱۷٫۱                                                 | ۲۱٫۶                                                 | ۱۹٫۸                                                 | ۱۸۳٫۱                                                |
| میانگین روزهای بارانی (≥ ۰.۲ mm)                     | ۱۸٫۱                                                 | ۱۴٫۷                                                 | ۱۸٫۳                                                 | ۱۶٫۰                                                 | ۱۴٫۹                                                 | ۱۳٫۵                                                 | ۷٫۴                                                  | ۶٫۸                                                  | ۱۰٫۳                                                 | ۱۷٫۰                                                 | ۲۱٫۰                                                 | ۱۷٫۳                                                 | ۱۷۵٫۴                                                |
| میانگین روزهای برفی (≥ ۰.۲ cm)                       | ۴٫۰                                                  | ۲٫۵                                                  | ۲٫۰                                                  | ۰٫۵۴                                                 | ۰٫۰۴                                                 | ۰٫۰                                                  | ۰٫۰                                                  | ۰٫۰                                                  | ۰٫۰                                                  | ۰٫۰۹                                                 | ۱٫۸                                                  | ۴٫۵                                                  | ۱۵٫۵                                                 |
| منبع: Environment Canada                             |                                                      |                                                      |                                                      |                                                      |                                                      |                                                      |                                                      |                                                      |                                                      |                                                      |                                                      |                                                      |                                                      |